# Композиција функција
У програмирању, композиција функција представља акт или механизам за комбиновање више  једноставних функција ради стварања сложеније функције. Уобичајено је да се резултат сваке фунцкије преноси као аргумент следеће, а резултат последње је резултат целине.
Програмери често примењују функције на резултате неких других функција што допуштају готово сви програмски језици. У неким случајевима композиција функција је занимљива сама по себи као функција.Таква функција се увек може дефинисати, али језици са првокласним функцијама то олакшавају.
Могућност једноставне композиције функција подстиче рефакторисање функција за одржавање и поновну употребу кода. Генерално, велики системи се могу правити композицијом читавих програма.
Једноставно речено, композиција функција се односи на функције које раде на ограниченој количини података, сваки корак их узастопно обрађује пре него што пошаље следећем. Функције које обрађују бесконачно података познате су као филтри и повезане су у цевовод (pipeline), што је аналогно композицији функција и може се истовремено извршити. 

## Позиви композиције функције
На пример, претпоставимо да имамо две функције f  и g, у облику z=f(y) и y=g(x).  Њихова композиција подразмева прво израчунавање y=g(x) , а затим коришћење тог y за израчунавање z=f(y) . Следи пример у програмском језику C :
```
float
 
x
,
 
y
,
 
z
;

// ...

y
 
=
 
g
(
x
);

z
 
=
 
f
(
y
);

```

Кораци се могу комбиновати ако не задамо име средњем резултату:
```
z
 
=
 
f
(
g
(
x
));

```

Упркос разликама у дужини, ове две имплементације дају исти резултат. Друга имплементација садржи само једну линију кода и назива се  "highly composed" образац. Читљивост, а самим тим одрживост је једна од предности високо сређених облика, јер захтевају мање линија кода, минимизирајући ,,површину програма". DeMarco и Lister емпиријски потврђују обрнут однос између површине и одржања. С друге стране, високо компоновани облици могу бити претерани. Коришћење превише функција може имати супротан ефекат, чинећи код мање одрживим. 

У језицима који користе стек композиција функције је још природннија : изводи се спајањем и обично је примарна метода код дизајнирања програма.Следи пример у програмском језику Forth : 
```
g
 
f

```

Ово ће узети све што је било на стеку раније, применити  g, затим f, и оставити резултат на стеку.

## Именовање композиције функције
Сада претпоставимо да је комбинација позивања f() на резултат g() је често корисна и желимо је назвати foo() да би се могла користити као функција сама по себи .

У већини програмских језика, можемо дефинисати нову имплементирану преко композиције. Пример у C- у:
```
float
 
foo
(
float
 
x
)
 
{

    
return
 
f
(
g
(
x
));

}

```

Пример у Forth :
```
  
:
 
foo
 
g
 
f
 
;

```

У програмском језику C једини начин да се креира нова функција је дефинисање исте у изворном коду, што значи да не могу бити додате док је програм покренут. Међутим, могућа је процена произвољне композиције унапред дефинисаних функција:
```
#include
 
<stdio.h>

typedef
 
int
 
FXN
(
int
);

int
 
f
(
int
 
x
)
 
{
 
return
 
x
+
1
;
 
}

int
 
g
(
int
 
x
)
 
{
 
return
 
x
*
2
;
 
}

int
 
h
(
int
 
x
)
 
{
 
return
 
x
-3
;
 
}

int
 
eval
(
FXN
 
*
fs
[],
 
int
 
size
,
 
int
 
x
)

{

   
for
 
(
int
 
i
=
0
;
 
i
<
size
;
 
i
++
)
 
x
 
=
 
(
*
fs
[
i
])(
x
);

   
return
 
x
;

}

int
 
main


{

   
// ((6+1)*2)-3 = 11

   
FXN
 
*
arr
[]
 
=
 
{
f
,
g
,
h
};

   
printf
(
"%d
\n
"
,
 
eval
(
arr
,
 
3
,
 
6
));

   
// ((6-3)*2)+1 = 7

   
arr
[
2
]
 
=
 
f
;
  
arr
[
0
]
 
=
 
h
;

   
printf
(
"%d
\n
"
,
 
eval
(
arr
,
 
3
,
 
6
));

}

```

## Првокласна композиција
У функционалним програмским језицима, композиција функција може се природно изразити као функција вишег реда или оператор. У другим програмским језицима може се написати сопствени механизам за извођење композиције функција. 

### Haskell
У програмском језику Haskell  , горенаведени пример постаје :
```
foo
 
=
 
f
 
.
 
g

```

коришћењем уграђеног оператора композиције (.), који се може читати као f  након g или g састављен са f .

Сам оператор композиције се може дефинисати у Haskell помођу ламбда израза (рачуна):
```
(
.
)
 
::
 
(
b
 
->
 
c
)
 
->
 
(
a
 
->
 
b
)
 
->
 
a
 
->
 
c

f
 
.
 
g
 
=
 
\
x
 
->
 
f
 
(
g
 
x
)

```

Haskell не захтева спецификацију конкретних типова улаза и излаза f и g, само односе између њих (f мора прихватити оно што g враћа). Овим (.) постаје  полиморфни оператор. 

### Lisp
Варијанте Lisp-а посебно Scheme , замењивост кода и података, заједно са третманом функција, дају се изузетно добро за рекурзивну дефиницију варијабилног композиционог оператора.
```
(
define
 
(
compose
 
.
 
fs
)

  
(
if
 
(
null?
 
fs
)
 
(
lambda
 
(
x
)
 
x
)
 
; ако није дат аргумент процењује се као функција идентитета

      
(
lambda
 
(
x
)
 
((
car
 
fs
)
 
((
apply
 
compose
 
(
cdr
 
fs
))
 
x
)))))

; примери

(
define
 
(
add-a-bang
 
str
)

  
(
string-append
 
str
 
"!"
))

(
define
 
givebang

  
(
compose
 
string->symbol
 
add-a-bang
 
symbol->string
))

(
givebang
 
'set
)
 
; ===> set!

;анонимна композиција

((
compose
 
sqrt
 
negate
 
square
)
 
5
)
 
; ===> 0+5i

```

### APL
Многи дијалекти APL-а имају уграђену функцијску композицију, која се користи као симбол ∘. Ова функција вишег реда проширује састав функције на дијадичну примену функције леве стране тако да  A f∘g B  је A f g B.
```
foo
←
f
∘
g

```

Поред тога може се дефинисати композиција функције:
```
o
←
{
⍺⍺
 
⍵⍵
 
⍵
}

```

У дијалекту који не подржава инлине дефиницију помоћу заграде, доступна је традиционална дефиниција:
```
∇
 
r
←
(
f
 
o
 
g
)
x

  
r
←
f
 
g
 
x

∇

```

### Raku
Попут Haskell-а, Raku има уграђен оператор композиције функција, главна разлика је у томе што се представља као ∘ или о.
```
my &foo = &f ∘ &g;
```

У наставку је Raku код који се користи да се дефинише оператор у Rakudo имплементацији.
```
proto
 
sub
 
infix
:<∘> (&?, &?) is equiv(&[~]) is assoc<left> {
*
}

multi
 
sub
 
infix
:<∘> {
 
*.
self
 
}
 
# омогућава да `[∘] @array` ради када је `@array`празан

multi
 
sub
 
infix
:<∘> (&f) {
 
&
f
 
}
   
# омогућава да  `[∘] @array`ради када `@array`има један елементt

multi
 
sub
 
infix
:<∘> (&f, &g --> Block) {

    
(
&
f
)
.
count
 
>
 
1

    
??
 
->
 
|
args
 
{
 
f
 
|
g
 
|
args
 
}

    
!!
 
->
 
|
args
 
{
 
f
 
g
 
|
args
 
}

}

my
 
&
infix:
<o>
 
:
=
 
&
infix:
<∘>
;

```

### Python
У Python-у се композиција функције дефинише коришћењем  reduce функције  (functools.reduce у Python 3) :
```
# Доступно од верзије Python v2.6

from
 
functools
 
import
 
reduce

def
 
compose
(
*
funcs
)
 
->
 
int
:

    
"""Састављање групе композиција (f(g(h(...)))) у једну композитну функцију"""

    
return
 
reduce
(
lambda
 
f
,
 
g
:
 
lambda
 
x
:
 
f
(
g
(
x
)),
 
funcs
)

# Примери

f
 
=
 
lambda
 
x
:
 
x
 
+
 
1

g
 
=
 
lambda
 
x
:
 
x
 
*
 
2

h
 
=
 
lambda
 
x
:
 
x
 
-
 
3

# Позивање функције x=10 : ((x-3)*2)+1 = 15

print
(
compose
(
f
,
 
g
,
 
h
)(
10
))

```

### JavaScript
У овом програмском језику може се дефинисати као функција која узима две функције f и g и тако прави нову функцију:
```
function
 
o
(
f
,
 
g
)
 
{

    
return
 
function
(
x
)
 
{

        
return
 
f
(
g
(
x
));

    
}

}

// Коришћење осталих оператора и ламбда израза у ES2015

const
 
compose
 
=
 
(...
fs
)
 
=>
 
(
x
)
 
=>
 
fs
.
reduceRight
((
acc
,
 
f
)
 
=>
 
f
(
acc
),
 
x
)

```

### C#
У програмском језику C#  се може дефинисати помоћу Func : 
```
// Пример позива:

//   var c = Compose(f, g);

//

//   Func<int, bool> g = _ =>  ...

//   Func<bool, string> f = _ => ...

Func
<
TIn
,
 
TOut
>
 
Compose
<
TIn
,
 
TMid
,
 
TOut
>
(
Func
<
TMid
,
 
TOut
>
 
f
,
 
Func
<
TIn
,
 
TMid
>
 
g
)
 
=>
 
_
 
=>
 
f
(
g
(
_
));

```

### Ruby
Језици попут језика Ruby-а омогућавају самостално прављење бинарног оператера:
```
class
 
Proc

  
def
 
compose
(
other_fn
)

    
->
(
*
as
)
 
{
 
other_fn
.
call
(
call
(
*
as
))
 
}

  
end

  
alias_method
 
:+
,
 
:compose

end

f
 
=
 
->
(
x
)
 
{
 
x
 
*
 
2
 
}

g
 
=
 
->
(
x
)
 
{
 
x
 
**
 
3
 
}

(
f
 
+
 
g
)
.
call
(
12
)
 
# => 13824

```

Међутим, сопствени оператор композиције функције уведен је у Ruby 2.6 :
```
f
 
=
 
proc
{
|
x
|
 
x
 
+
 
2
}

g
 
=
 
proc
{
|
x
|
 
x
 
*
 
3
}

(
f
 
<<
 
g
)
.
call
(
3
)
 
# -> 11; идентично  f(g(3))

(
f
 
>>
 
g
)
.
call
(
3
)
 
# -> 15; идентично g(f(3))

```

## Истраживачка анкета
Појмови композиције, укључујући принцип композиционости и компостибилности, су толико свеприсутни да су се бројне теме истраживања одвојено развијале.Следе узорковања врсте истраживања у којима је појам композиције централни. 
- Steele (1994) је директно применио функциону композицију на скуп ,,грађевинских блокова" који су у  програмском језику Haskell познати као "монаде".
- Meyer (1988)  се бавио проблемом поновне употребе софтвера у смислу компостибилност.
- Abadi & Lamport (1993) су формално дефинисали правило композиције функције која осигурава сигурност и живот програма.
- Kracht (2001) је идентификовао појачани облик композиционости стављајући га у семиотички систем и примењујући га на проблем структуралне нејасноће који се често среће у рачунарској лингвистици.
- van Gelder & Port (1993)  испитала је улогу композиционости у аналогним аспектима обраде природног језика.

## Композиција великог обима
Читави програми или системи могу се третирати као функције, које се лако могу саставити ако су њихови улази и излази добро дефинисани, цевоводи омогућавају лако састављање филтера, па је све то постало дизајнерски образац оперативних система.
Императивни поступци са спољним ефектима крше референтну транспарентност и због тога се не могу чисто саставити. Међутим, ако узимате у обзир „стање света“ пре и после покретања кода као његове улазе и излазе, добићете чисту функцију. Састав таквих функција одговара покретању процедура једне за другом . Монадски формализам користи ову идеју да уврсти нуспојаве и И / О у функционалне језике.